# London Colney
London Colney är en ort och civil parish i Storbritannien.   Den ligger i distriktet St Albans i grevskapet Hertfordshire i England, i den södra delen av landet, 27 km norr om huvudstaden London. London Colney ligger 74 meter över havet och antalet invånare är 7 742.
Terrängen runt London Colney är huvudsakligen platt. London Colney ligger nere i en dal. Runt London Colney är det mycket tätbefolkat, med 3 249 invånare per kvadratkilometer. Närmaste större samhälle är St Albans, 3,8 km nordväst om London Colney. Trakten runt London Colney består i huvudsak av gräsmarker.